# Nérée Le Noblet Duplessis
Pour les articles homonymes, voir Duplessis.
Nérée Le Noblet Duplessis, né le 5 mars 1855 à Yamachiche et mort le 23 juin 1926 à Montréal, est un homme politique et juge québécois.

## Biographie
Né d'une famille de cultivateurs, il fit ses études au Séminaire de Trois-Rivières pour finalement être admis au Barreau du Québec le 12 janvier 1880. Il devint par la suite le bâtonnier du Barreau de Trois-Rivières en 1901.
Il a été député de la circonscription de Saint-Maurice à l'Assemblée nationale du Québec, de 1886 à 1900, sous la bannière du Parti conservateur du Québec.
Il a été 23e maire de la ville de Trois-Rivières, du 11 juillet 1904 au 3 avril 1905. 
Le 16 juin 1914, il fut nommé juge à la Cour supérieure pour le district judiciaire de Saguenay, Chicoutimi, Roberval, poste qu'il occupera jusqu'en mars 1921. 
Dans sa vie familiale, il fut le père de cinq enfants, incluant le futur premier ministre québécois, Maurice Duplessis.